# Campeonato Mundial de Ciclismo em Estrada de 1974
Os Campeonatos do mundo de ciclismo em estrada de 1974 celebrou-se no circuito canadiano de Montreal de 21 a 25 de agosto de 1974. O Grande Prémio de Montreal e os Jogos Olímpicos de 1976 seguiram uma corrida similar à do Campeonato do Mundo.

## Resultados
| Event                       | Ouro                                                                             | Ouro       | Prata                                                                                          | Prata | Bronze                                                                                           | Bronze    |
| --------------------------- | -------------------------------------------------------------------------------- | ---------- | ---------------------------------------------------------------------------------------------- | ----- | ------------------------------------------------------------------------------------------------ | --------- |
| Provas masculinas           |                                                                                  |            |                                                                                                |       |                                                                                                  |           |
| Homens - corrida em linha   | Eddy Merckx · Bélgica                                                            | 6h 52' 22" | Raymond Poulidor · França                                                                      | + 2"  | Mariano Martinez · França                                                                        | + 37"     |
| Contrarrelógio por equipas  | Suécia · Lennart Fagerlund · Bernt Johansson · Tord Filipsson · Sven-Åke Nilsson | 2h 12' 22" | União Soviética · Gennady Komnatov · Rinat Szarafaoulin · Vladimir Kaminski · Valery Chaplygin | + 12" | Alemanha Oriental · Hans-Joachim Hartnick · Karl Dietrich Diers · Horst Tischoff · Gerhard Lauke | + 2' 53". |
| Amador - corrida em linha   | Janusz Kowalski · Polónia                                                        | 4h 43' 10" | Ryszard Szurkowski · Polónia                                                                   | m.t.  | Michel Kuhn · Suíça                                                                              | m.t       |
| Provas femininas            |                                                                                  |            |                                                                                                |       |                                                                                                  |           |
| Mulheres - corrida em linha | Geneviève Gambillon · França                                                     | 1h 47' 36" | Baiba Caune · União Soviética                                                                  | m.t.  | Keetie van Oosten-Hage · Países Baixos                                                           | m.t.      |